# Pomponema cotylophorum
Pomponema cotylophorum är en rundmaskart. Pomponema cotylophorum ingår i släktet Pomponema, och familjen Cyatholaimidae. Arten är reproducerande i Sverige.